# Stanford University Men's Volleyball 2013
Questa voce raccoglie le informazioni riguardanti la Stanford University Men's Volleyball nella stagione 2013.

## Stagione
La stagione 2013 è la settima alla guida del programma per coach John Kosty, affiancato per il secondo anno consecutivo da Ken Shibuya nelle vesti di allenatore associato; il resto dello staff è composto da Daniel Rasay nel ruolo di assistente allenatore e Crystal Grover nel ruolo di assistente studente.
La rosa dei Cardinal cambia notevolmente, perdendo inoltre diversi giocatori chiave delle stagioni precedenti: sono sei i nuovi arrivati nel programma, mentre tra gli otto che gli lasciano spazio, avendo terminato la propria carriera universitaria, spiccano i nomi di Erik Shoji, Bradley Lawson e Evan Barry, diventati tutte e tre professionisti, i primi due nella 1. Bundesliga tedesca col Chemie Volley Mitteldeutschland ed il terzo nel campionato svedese con l'Örkelljunga Volleybollklubb.
La stagione si apre il 4 aprile col successo sulla Grand Canyon University. I Cardinal riescono subito ad inanellare quattro successi consecutivi, prima di cedere nelle due trasferte alla University of Southern California ed alla Pepperdine University. Seguono tre successi consecutivi, seguiti a loro volta da un periodo di scarsi risultati, con cinque sconfitte in sei incontri. Ancora una volta, dopo aver portato a casa tre successi in fila, i Cardinal attraversano un altro periodo buio, perdendo quattro incontri consecutivi. Ritrovata la vittoria in casa della University of the Pacific, il programma perde nella successiva trasferta contro la University of California, Irvine. Nelle ultime tre gare di regular season i Cardinal chiudono con due successi ed una sconfitta interna, contro la Brigham Young University. Il record di vittorie in stagione regolare qualifica il programma al Torneo MPSF come testa di serie numero 6, perdendo tuttavia già ai quarti di finale contro la California State University, Long Beach e terminando così la stagione.
Tra i Cardinal si distinguono particolarmente Brian Cook, Steven Irvin e James Shaw, ricevendo diversi riconoscimenti individuali.

## Organigramma societario
Area direttiva
- Presidente: Bob Bowlsby

Area tecnica
- Allenatore: John Kosty
- Allenatore associato: Ken Shibuya
- Assistente allenatore: Daniel Rasay
- Assistente studente: Crystal Grover

## Rosa
| N° | Nome            | Ruolo | Data di nascita | Nazionalità sportiva | Anno      |
| -- | --------------- | ----- | --------------- | -------------------- | --------- |
| 1  | Joe Ctvrtlik    | P     |                 | Stati Uniti          | Sophomore |
| 2  | Jake Kneller    | S     |                 | Stati Uniti          | Senior    |
| 3  | James Shaw      | P/S   | 5 marzo 1994    | Stati Uniti          | Freshman  |
| 4  | Conrad Kaminski | C     | 27 marzo 1994   | Stati Uniti          | Freshman  |
| 5  | Brian Cook      | S     | 6 gennaio 1992  | Stati Uniti          | Junior    |
| 6  | Grant Delgado   | L     |                 | Stati Uniti          | Sophomore |
| 7  | Denny Falls     | C     |                 | Stati Uniti          | Junior    |
| 8  | Eric Arriaga    | S     |                 | Stati Uniti          | Sophomore |
| 9  | Alex Stephanus  | C/O   |                 | Stati Uniti          | Freshman  |
| 10 | Gabriel Vega    | S     |                 | Stati Uniti          | Freshman  |
| 11 | Daniel Tublin   | S     | 10 maggio 1992  | Stati Uniti          | Sophomore |
| 12 | Steven Irvin    | S     | 11 agosto 1991  | Stati Uniti          | Junior    |
| 13 | Eric Mochalski  | C/O   | 31 luglio 1992  | Stati Uniti          | Junior    |
| 14 | Spencer Haly    | C     |                 | Stati Uniti          | Sophomore |
| 15 | Matt Aiello     | C     |                 | Stati Uniti          | Sophomore |
| 16 | Scott Sakaida   | L     |                 | Stati Uniti          | Sophomore |
| 17 | Madison Hayden  | S     |                 | Stati Uniti          | Freshman  |
| 19 | Sean Kemper     | C     |                 | Stati Uniti          | Sophomore |

## Mercato
| Acquisti | Acquisti        | Acquisti          | Acquisti   |
| R.       | Nome            | da                | Modalità   |
| -------- | --------------- | ----------------- | ---------- |
| P        | Joe Ctvrtlik    | Corona del Mar HS | definitivo |
| P/S      | James Shaw      | St. Francis HS    | definitivo |
| C        | Conrad Kaminski | Marquette UHS     | definitivo |
| C/O      | Alex Stephanus  | Vistamar HS       | definitivo |
| S        | Gabriel Vega    | 'Iolani School    | definitivo |
| S        | Madison Hayden  | Servite HS        | definitivo |

| Cessioni | Cessioni          | Cessioni          | Cessioni   |
| R.       | Nome              | a                 | Modalità   |
| -------- | ----------------- | ----------------- | ---------- |
| L        | Erik Shoji        | Mitteldeutschland | definitivo |
| C        | Gus Ellis         | -                 | ritirato   |
| C        | Charley Henrikson | -                 | ritirato   |
| S        | Bradley Lawson    | Mitteldeutschland | definitivo |
| P        | Evan Barry        | Örkelljunga       | definitivo |
| P        | Dylan Kordic      | -                 | ritirato   |
| P        | Chandler Kaaa     | -                 | ritirato   |
| S        | Jake Vandermeer   | -                 | ritirato   |

## Risultati

### Division I NCAA

#### Regular season

##### Girone
| 4 gennaio 2013 Maples Pavilion, Stanford      | Stanford            | 3 - 1 | Grand Canyon        | 25-23, 25-17, 18-25, 25-17        |
| 5 gennaio 2013 Maples Pavilion, Stanford      | Stanford            | 3 - 1 | George Mason        | 25-18, 23-25, 25-16, 25-18        |
| 11 gennaio 2013 Burnham Pavilion, Stanford    | Stanford            | 3 - 0 | UC Santa Cruz       | 25-18, 25-20, 25-12               |
| 12 gennaio 2013 Burnham Pavilion, Stanford    | Stanford            | 3 - 2 | Pacific             | 25-23, 17-25, 25-27, 25-17, 19-17 |
| 18 gennaio 2013 Galen Center, Los Angeles     | Southern California | 3 - 0 | Stanford            | 27-25, 25-18, 29-27               |
| 20 gennaio 2013 Firestone Fieldhouse, Malibù  | Pepperdine          | 3 - 1 | Stanford            | 25-22, 23-25, 25-16, 25-23        |
| 22 gennaio 2013 Maples Pavilion, Stanford     | Stanford            | 3 - 1 | UC Los Angeles      | 27-25, 19-25, 25-14, 25-12        |
| 26 gennaio 2013 Maples Pavilion, Stanford     | Stanford            | 3 - 0 | UC Santa Barbara    | 25-19, 25-17, 25-22               |
| 2 febbraio 2013 Stan Sheriff Center, Honolulu | Hawaii              | 2 - 3 | Stanford            | 23-25, 25-22, 31-33, 25-20, 9-15  |
| 3 febbraio 2013 Stan Sheriff Center, Honolulu | Hawaii              | 3 - 2 | Stanford            | 20-25, 25-23, 21-25, 27-25, 15-11 |
| 8 febbraio 2013 Burnham Pavilion, Stanford    | Stanford            | 1 - 3 | UC Irvine           | 18-25, 18-25, 25-20, 23-25        |
| 9 febbraio 2013 Maples Pavilion, Stanford     | Stanford            | 3 - 0 | UC San Diego        | 25-22, 25-22, 25-23               |
| 15 febbraio 2013 The Matadome, Los Angeles    | CSU Northridge      | 1 - 3 | Stanford            | 25-22, 16-25, 17-25, 21-25        |
| 16 febbraio 2013 Walter Pyramid, Long Beach   | CSU Long Beach      | 3 - 0 | Stanford            | 25-20, 25-18, 25-11               |
| 23 febbraio 2013 Smith Fieldhouse, Provo      | Brigham Young       | 3 - 2 | Stanford            | 23-25, 25-23, 21-25, 25-21,15-13  |
| 25 febbraio 2013 Van Dyne Gym, Riverside      | California Baptist  | 1 - 3 | Stanford            | 25-21, 18-25, 21-25, 21-25        |
| 2 marzo 2013 Maples Pavilion, Stanford        | Stanford            | 3 - 2 | Pepperdine          | 25-17, 20-25, 25-22, 23-25, 15-13 |
| 3 marzo 2013 Maples Pavilion, Stanford        | Stanford            | 3 - 2 | Southern California | 26-28, 25-17, 18-25, 25-21, 15-10 |
| 8 marzo 2013 Rob Gym, Santa Barbara           | UC Santa Barbara    | 3 - 0 | Stanford            | 25-18, 25-19, 25-19               |
| 10 marzo 2013 Wooden Center, Los Angeles      | UC Los Angeles      | 3 - 0 | Stanford            | 25-21, 25-23, 29-27               |
| 29 marzo 2013 Maples Pavilion, Stanford       | Stanford            | 0 - 3 | CSU Northridge      | 20-25, 22-25, 20-25               |
| 30 marzo 2013 Maples Pavilion, Stanford       | Stanford            | 2 - 3 | CSU Long Beach      | 10-25, 23-25, 25-18, 25-21, 6-15  |
| 2 aprile 2013 Alex G Spanos Center, Stockton  | Pacific             | 0 - 3 | Stanford            | 22-25, 21-25, 17-25               |
| 5 aprile 2013 Bren Center, Irvine             | UC Irvine           | 3 - 0 | Stanford            | 25-20, 25-20, 25-19               |
| 6 aprile 2013 RIMAC Arena, La Jolla           | UC San Diego        | 0 - 3 | Stanford            | 20-25, 25-27, 24-26               |
| 12 aprile 2013 Maples Pavilion, Stanford      | Stanford            | 3 - 2 | California Baptist  | 25-23, 20-25, 25-16, 23-25, 15-10 |
| 13 aprile 2013 Maples Pavilion, Stanford      | Stanford            | 0 - 3 | Brigham Young       | 28-30, 18-25, 21-25               |

##### Torneo MPSF
| 20 aprile 2013 - Quarti di finale Walter Pyramid, Long Beach | CSU Long Beach #3 | 3 - 0 | Stanford #6 | 25-21, 25-17, 30-28 |

## Statistiche

### Statistiche di squadra
| Competizione    | Punti | In casa | In casa | In casa | In trasferta | In trasferta | In trasferta | Campo neutro | Campo neutro | Campo neutro | Totale | Totale | Totale |
| Competizione    | Punti | G       | V       | P       | G            | V            | P            | G            | V            | P            | G      | V      | P      |
| --------------- | ----- | ------- | ------- | ------- | ------------ | ------------ | ------------ | ------------ | ------------ | ------------ | ------ | ------ | ------ |
| NCAA Division I | .536  | 14      | 10      | 4       | 14           | 5            | 9            | 0            | 0            | 0            | 28     | 15     | 13     |
| Totale          | .536  | 14      | 10      | 4       | 14           | 5            | 9            | 0            | 0            | 0            | 28     | 15     | 13     |

G = partite giocate; V = partite vinte; P = partite perse

### Statistiche dei giocatori
| Giocatore    | Division I NCAA | Division I NCAA | Division I NCAA | Division I NCAA | Division I NCAA | Totale | Totale | Totale | Totale | Totale |
| Giocatore    | P               | PT              | AV              | MV              | BV              | P      | PT     | AV     | MV     | BV     |
| ------------ | --------------- | --------------- | --------------- | --------------- | --------------- | ------ | ------ | ------ | ------ | ------ |
| M. Aiello    | 3               | 2               | 0               | 0               | 2               | 3      | 2      | 0      | 0      | 2      |
| E. Arriaga   | ?               | 0               | 0               | 0               | 0               | ?      | 0      | 0      | 0      | 0      |
| B. Cook      | 28              | 475             | 417             | 36              | 22              | 28     | 475    | 417    | 36     | 22     |
| J. Ctvrtlik  | 8               | 9.5             | 3               | 4.5             | 2               | 8      | 9.5    | 3      | 4.5    | 2      |
| G. Delgado   | 23              | 2               | 2               | 0               | 0               | 23     | 2      | 2      | 0      | 0      |
| D. Falls     | 22              | 119.5           | 87              | 30.5            | 2               | 22     | 119.5  | 87     | 30.5   | 2      |
| S. Haly      | 17              | 87.5            | 55              | 28.5            | 4               | 17     | 87.5   | 55     | 28.5   | 4      |
| M. Hayden    | 20              | 13              | 6               | 1               | 6               | 20     | 13     | 6      | 1      | 6      |
| S. Irvin     | 28              | 394.5           | 344             | 25.5            | 25              | 28     | 394.5  | 344    | 25.5   | 25     |
| C. Kaminski  | 10              | 24              | 16              | 7               | 1               | 10     | 24     | 16     | 7      | 1      |
| S. Kemper    | 1               | 2               | 1               | 1               | 0               | 1      | 2      | 1      | 1      | 0      |
| J. Kneller   | ?               | 95              | 69              | 13              | 13              | ?      | 95     | 69     | 13     | 13     |
| E. Mochalski | 28              | 269             | 176             | 50              | 43              | 28     | 269    | 176    | 50     | 43     |
| S. Sakaida   | 23              | 0               | 0               | 0               | 0               | 23     | 0      | 0      | 0      | 0      |
| J. Shaw      | 26              | 101.5           | 65              | 28.5            | 8               | 26     | 101.5  | 65     | 28.5   | 8      |
| A. Stephanus | 1               | 5               | 4               | 1               | 0               | 1      | 5      | 4      | 1      | 0      |
| D. Tublin    | 22              | 111.5           | 88              | 17.5            | 6               | 22     | 111.5  | 88     | 17.5   | 6      |
| G. Vega      | 4               | 9               | 6               | 2               | 1               | 4      | 9      | 6      | 2      | 1      |

P = presenze; PT = punti totali; AV = attacchi vincenti; MV = muri vincenti; BV = battute vincenti

NB: I muri singoli valgono una unità di punto, mentre i muri doppi e tripli valgono mezza unità di punto; anche i giocatori nel ruolo di libero sono impegnati al servizio

## Premi individuali
- Brian Cook:

AVCA Division I NCAA All-America First Team
All-MPSF First Team
- Steven Irvin:

AVCA Division I NCAA All-America Second Team
All-MPSF Second Team
- James Shaw:

All-MPSF Freshman Team